# 秦化淑
秦化淑（1934年—），女，四川五通桥人，中国控制系统专家，曾任中国科学院系统科学研究所研究员，中国自动化学会常务理事。